# Faustino Santalices Pérez
Faustino Santalices Pérez, (Bande 1877 - Madrid 1960) fue un gaitero y zanfonista gallego, considerado el investigador más importante de zanfona de la primera mitad del siglo XX. También fue lutier,compositor y divulgador de la música tradicional gallega. Las ciudades de Pontevedra y Orense le han dedicado una calle, así como las localidades de Carballo y Carballino.

## Biografía
Nació en la parroquia de Cadós. En su época de bachiller aprendió a tocar la gaita en Celanova. Estudió Derecho en la Universidad de Santiago de Compostela, donde conoció a Ramón Cabanillas. Después de licenciarse, ingresó en el Ministerio de la Gobernación y fue destinado a Soria, donde residió hasta 1914, antes de regresar a Orense. En 1918 contrajo matrimonio con Rosa Muñiz, que lo acompañó en sus actuaciones y grabaciones. En 1924 fue nombrado Secretario del Gobierno Civil de Orense. Posteriormente fue trasladado a Barcelona y luego a Madrid en 1944, ciudad en la que falleció en 1960.

## Trayectoria
Fue un importante gaitero y zanfonista, constructor e intérprete virtuoso y figura capital en ambos instrumentos, al que se le debe la conservación de piezas tan importantes como el Romance de Don Gaiferos. Fundó el Taller-Escuela de Instrumentos Galegos en Lugo, en colaboración con la Diputación, el empresario Antonio Fernández López y la posterior ayuda del gaitero Paulino Pérez. Este taller construía dos tipos de zanfonas, la pequeña en Do y la grande que utilizaba Faustino en Sol.

### Gaita
En 1922 ingresó como gaitero en el coro orensano de Ruada, Asimismo grabó piezas con gaita en 1927. Se sabe que construyó 91 gaitas, 54 punteros y vendió más de 5.000 palletas, de 1928 a 1954. Fue el primer constructor de gaitas moderno que logró hacer punteros idénticos y con la misma afinación posibilitando que dos gaitas o más pudiesen tocar juntas.

### Zanfona
Gracias a Faustino Santalices no se perdió este instrumento, siendo el único zanfonista de la península ibérica durante el primer cuarto del siglo XX. Ya en 1927 grabó dos piezas con zanfona. Se encargó, con la ayuda del folclorista Casto Sampedro, de estudiar y mejorar técnicamente este instrumento. En 1953 grabó cuatro discos de zanfona y en 1956 escribió un libro sobre la zanfona.

“Si la gaita se hizo para cantar la alegría popular, debajo de la bóveda del cielo, la zanfona fue creada para expresarlo todo... Es un instrumento íntimo que suena poco, que habla bajito, y hay que oírlo recogidamente”
Faustino Santalices